# Colonia 10 de Mayo
Colonia 10 de Mayo är en ort i Mexiko.   Den ligger i kommunen Tlaltizapán de Zapata och delstaten Morelos, i den sydöstra delen av landet, 80 km söder om huvudstaden Mexico City. Colonia 10 de Mayo ligger 967 meter över havet och antalet invånare är 255.
Terrängen runt Colonia 10 de Mayo är platt åt sydväst, men åt nordost är den kuperad. Runt Colonia 10 de Mayo är det tätbefolkat, med 591 invånare per kvadratkilometer. Närmaste större samhälle är Temixco, 18,0 km norr om Colonia 10 de Mayo. Omgivningarna runt Colonia 10 de Mayo är en mosaik av jordbruksmark och naturlig växtlighet.